# Fremont (Califòrnia)
Fremont és una ciutat ubicada al Comtat d'Alameda a Califòrnia, Estats Units d'Amèrica, de 211.662 habitants segons el cens de l'any 2006 i amb una densitat de 1.024,1 per km². Fremont és una de les ciutats més poblades del comtat i la 102a ciutat més poblada del país. Es troba a uns 170 quilòmetres per carretera de la capital de Califòrnia, Sacramento.

## Ciutats agermanades
- Puerto Peñasco, Mèxic
- Fukaya, Japó
- Horta, Portugal
- Lipa City, Filipines
- Jaipur, Índia

### Antiga ciutat agermanda
- Elizabeth, Austràlia